# Beau Garrett
Beau Jesse Garrett (ur. 28 grudnia 1982 w Los Angeles) – amerykańska aktorka i modelka.

## Biografia
Beau Garrett urodziła się w Los Angeles, lecz dorastała w Topandze. W 1997 roku brała udział w konkursie dla modelek i była jedną z półfinalistek na międzynarodowym finale konkursu.

## Kariera
W późniejszych latach dziewięćdziesiątych została zatrudniona przez firmę Guess. Obecnie jest rzeczniczką firmy Revlon, wraz z Halle Berry, Jessicą Biel, Jessicą Albą i Jennifer Connelly.
Jako aktorka ma na swoim koncie role w takich filmach jak Turistas, Śmierć na żywo, Fantastyczna Czwórka: Narodziny Srebrnego Surfera, Moja dziewczyna wychodzi za mąż, Tron: Dziedzictwo czy Freelancers. Oprócz tego wystąpiła w takich serialach jak Gorące Hawaje, Ekipa, Rączy Wildfire, Doktor House, Zabójcze umysły, Zbrodnie Palm Glade, Zabójcze umysły: Okiem sprawcy, Gliniarz z Memphis, CSI: Kryminalne zagadki Nowego Jorku, Chuck, Glee czy Longmire.
Ma 178 cm wzrostu.